# 27. januar
27. januar er dag 27 i året, i den gregorianske kalender. Der er 338 dage tilbage af året (339 i skudår).
- Chrysostomos' dag. Den hellige Johannes Chrysostomos var biskop i Konstantinopel omkring år 400 og døde i 407.
- Auschwitzdagen (International Holocaust Remembrance Day) er officiel mindedag for jødeforfølgelsen i Det tredje Rige og for andre folkedrab.

### Begivenheder
Født - Dødsfald
- 1820 - Den russiske kaptajn Fabian Gottlieb Benjamin von Bellinghausen bliver om bord på skibet Vostok den første, der bevisligt ser den antarktiske iskalot.
- 1829 - Polyteknisk Læreanstalt oprettes.
- 1851 - C.A. Bluhme bliver premierminister i Danmark efter A.W. Moltke.
- 1908 - Philibert Jacques Melotte opdager Jupiter-månen Pasiphae.
- 1918 – Med tændingen af en rød lygte i tårnet på Arbejdernes Hus i Helsingfors kl. 23 indledes Den Finske Borgerkrig den efterfølgende dag.
- 1943 - Royal Air Force bomber Burmeister & Wain i København under det første luftbombardement i Danmark.
- 1944 - Tyskernes 880 døgn lange belejring af Leningrad i Sovjetunionen slutter.
- 1945 - Den tyske koncentrationslejr Auschwitz i Polen bliver indtaget af sovjetiske styrker. Nu holocaustmindedag.
- 1953 - Brændselsrationeringen i Danmark ophæves.
- 1956 - Heartbreak Hotel udsendes på single. Den er den første af en lang række millionsælgere med Elvis Presley.
- 1967 - Astronauten Virgil A. Grissom og to andre omkommer, da en rumkapsel af Apollo-typen bryder i brand under afprøvning på Cape Kennedy i USA. Det er den første dødsulykke i rumfartens historie.
- 1973 - En våbenhvile bliver underskrevet i Paris af USA, Syd- og Nordvietnam samt FNL. Våbenhvilen bliver overholdt nogenlunde og bliver slutningen på USA’s deltagelse i Vietnamkrigen, da USA forpligter sig til at trække sine tropper tilbage. Dagen efter indleder USA dog en bombeoffensiv mod Vietnams naboland Laos. Det varer endnu to år før krigen sluttede helt.
- 1983 - Verdens længste jernbanetunnel på 53,85 km (Sejkantunnelen i Japan) står færdigbygget.
- 1984 - Michael Jackson bliver slemt forbrændt under optagelserne til en Pepsi-reklame. Fyrværkeriet på scenen eksploderer for tidligt og sætter ild til sangerens hår. Michael Jackson pådrager sig anden- og tredjegradsforbrændinger i hovedbunden. Ulykken betegnes af flere, til at være startskuddet på superstjernens afhængighed af smertestillende piller og plastikkirurgi.
- 1987 - Et kupforsøg mod præsident Corazon Aquino i Filippinerne slår fejl.
- 1992 - Finansmanden og EF-parlamentarikeren for Venstre, Klaus Riskær Pedersens økonomi bryder sammen, da hans livsværk Accumulator Invest og hans personlige selskab Krepco Holding, samt den af ham ejede Frederiksborg Amts Avis træder i betalingsstandsning.
- 2008 - Danmarks håndboldlandshold (mænd) vinder for første gang en mesterskabsturnering, da holdet i finalen om EM sejrer 24-20 over Kroatien.
- 2013 – Asteroiden 2008 QH24 bliver officielt opkaldt efter Wikipedia, og hedder fremover: (274301) Wikipedia
- 2018 – 40 bliver dræbt og 140 såret under en selvmordsbombning i Kabul.
- 2019 - Danmarks håndboldlandshold (mænd) vinder verdensmesterskabet i håndbold 2019, efter en sejr 31-22 over Norge.

### Født
- 1662 - Richard Bentley, engelsk teolog, filolog og kritiker (død 1742).
- 1756 - Wolfgang Amadeus Mozart, østrigsk komponist (død 1791).
- 1832 - Lewis Carroll, engelsk matematiker og forfatter (Alice i eventyrland) (død 1898).
- 1836 - Leopold von Sacher-Masoch, østrigsk baron og forfatter (død 1895).
- 1859 - Wilhelm 2., tysk kejser (1888-1918) (død 1941).
- 1885 - Jerome Kern, amerikansk sangskriver (død 1945).
- 1891 - Ilja Ehrenburg, russisk forfatter (død 1967).
- 1912 - Arne Næss, norsk filosof (død 2009).
- 1912 - Francis Rogallo, amerikansk aeronautiske ingeniør (død 2009).
- 1914 - Karen Marie Løwert, dansk skuespillerinde (død 2002).
- 1918 - Elmore James, amerikansk jazzmusiker (død 1963).
- 1921 - Donna Reed, amerikansk skuespillerinde (død 1986).
- 1926 - Ingrid Thulin, svensk skuespiller (død 2004).
- 1928 - Hans Modrow (i Jasienica (Jasenitz), nu en bydel i Police, Polen), en tysk politiker (død 2023).
- 1930 - Bobby Bland, amerikansk blues- og soul-sanger (død 2013).
- 1934 - Édith Cresson, fransk politiker og premierminister.
- 1938 - Povl Dissing, dansk sanger (død 2022).
- 1940 - James Cromwell, amerikansk skuespiller.
- 1941 - Erik Norman Svendsen, dansk biskop.
- 1943 - Lars Engberg, tidligere overborgmester i Københavns Kommune (død 2017).
- 1945 - Margit Brandt, dansk designer (død 2011).
- 1945 - Nick Mason, engelsk musiker i Pink Floyd.
- 1947 - Björn Afzelius, svensk sanger (død 1999).
- 1948 - Valeri Brainin, russisk-tysk musikforsker, digter, underviser, komponist
- 1949 - Per Røntved, dansk fodboldspiller (død 2023).
- 1951 - Anders Dahl-Nielsen, dansk håndboldtræner og -kommentator.
- 1955 - John Roberts, amerikansk dommer.
- 1956 - Mimi Rogers, amerikansk skuespillerinde.
- 1958 - Susanna Thompson, amerikansk skuespillerinde.
- 1961 - Peter Norvig, dansk ejendomsmægler.
- 1963 - Søren Gade, dansk forsvarsminister.
- 1964 - Bridget Fonda, amerikansk skuespillerinde.
- 1965 - Alan Cumming, skotsk skuespiller.
- 1969 - Patton Oswalt, amerikansk skuespiller.
- 1971 - Kristian Ditlev Jensen, dansk journalist og forfatter.
- 1972 - Kim Kjær, dansk jazzmusiker.
- 1972   - Søren Frederiksen, dansk fodboldspiller. Med 139 mål i Superligaen den mest scorende superligaspiller.
- 1973 - Mark Owen, engelsk sanger i Take That.
- 1974 - Morten Homann, dansk folketingspolitiker.
- 1978 - Dan Vester Jensen, bygmester.
- 1980 - Marat Safin, russisk tennisspiller.

### Dødsfald
- 98 - Nerva, romersk kejser (født 35).
- 1629 - Hieronymus Praetorius, tysk komponist (født 1560).
- 1901 - Giuseppe Verdi, italiensk komponist (født 1813).
- 1972 - Mahalia Jackson, amerikansk sanger (født 1911).
- 1980 - Helga Pedersen, dansk højesteretsdommer, politiker og minister (født 1911).
- 1983 - Louis de Funès, fransk filmkomiker (født 1914).
- 1989 - Thomas Sopwith, engelsk luftfart pioner og sejlsportsmand  (født 1989).
- 1991 - Jens Sigsgaard, dansk psykolog og forfatter (født 1910).
- 1993 - Erik Mørk, dansk skuespiller (født 1925) - trafikulykke.
- 2006 - Johannes Rau, tysk politiker og forbundspræsident (født 1931).
- 2009 - Harald Jørgensen, dansk historiker og tidligere landsarkivar på landsarkivet for Sjælland (født 1907).
- 2011 - Henrik Hall, dansk sanger, sangskriver og musiker (født 1948).
- 2011   - Tøger Seidenfaden, dansk chefredaktør (født 1957).

|  | Denne datoartikel kan blive bedre, hvis der indsættes et (bedre) billede Du kan hjælpe ved at afsøge Wikimedia Commons for et passende billede eller uploade et godt billede til Wikimedia Commons iht. de tilladte licenser og indsætte det i artiklen. |